# 魚住英里奈
魚住 英里奈（うおずみ えりな、1997年7月4日 - ）は、熊本県熊本市出身のシンガーソングライター162cm AB型

## 経歴
- 2017年 8月から活動開始[2]。

### YouTube配信曲
| # | 公開日        | タイトル     | 備考   |
| - | ------------- | ------------ | ------ |
|   | 2020年4月17日 | 勇敢なソーダ | [ 13 ] |
|   | 2020年9月25日 | 春のお弔い   | [ 14 ] |

## 単独・企画公演
- 2018年12月7日　単独公演「独唱」（新宿Live freak）[15]
- 2019年4月19日　単独公演「生生きるしい」（ROCK CAFE LOFT is your room）
- 2019年7月26日　単独公演「享年二十歳」（新宿Live freak）
- 2019年10月4日「三○七日」ASA-CHANG&巡礼 × 魚住英里奈（三軒茶屋 heaven's door）
- 2019年11月7日　単独公演「帰る実家もないくせに産まれただけで愛せる街」（tsukimi、熊本単独公演）[15][16]
- 2020年1月24日「みーくんとおいちゃん」豊田道倫 & 魚住英里奈ツーマンライブ（四谷アウトブレイク）
- 2020年6月23日　配信単独公演「三枚オロち」（四谷アウトブレイク）[17]
- 2020年7月22日　単独公演「生生きるしい」（赤坂天竺）
- 2020年9月28日　単独公演「正しい実験室」（新宿Live freak）
- 2020年11月27日　単独公演「Child Mother」（池袋手刀）
- 2021年1月16日「-In Case-」灰野敬二 × 魚住英里奈（下北沢CLUB que）
- 2021年2月23日　単独公演「わたしの雲の、名前」（西荻窪FRIDA）
- 2021年3月23日　単独公演「アンナ・カレーニナ（上）」（ROCK CAFE LOFT is your room）
- 2021年6月12日　単独公演「漂白」（難波bears）
- 2022年４月16日　単独公演「恋人」（阿佐ヶ谷TABASA）
- 2023年7月４日　単独公演「何度でも生き直す」（御茶ノ水パルトネール）
- 2023年12月24日　カセット「夏と冬のあいだ/魚住英里奈　Jin Nakaoka」発売公演（京都三密堂書店）
- 2024年１月18日　中尾勘二×Jin Nakaoka×魚住英里奈（大久保ひかりのうま）

## 書籍
- 『TOKYO STREET VOL.2』（写真家・鈴木達朗によるZINE、2019年9月刊。表紙・裏表紙・ポスター・Lプリント・本文写真の被写体として掲載）[18]
- 『都会の片隅で。吟遊歌手魚住英里奈 #ジーパン女子 』（月刊デジタルファクトリー、2020年3月刊）
- 『文學界』 2020年7月号「麻酔の抜けた孤独をうたって、自身の愛を覗くまで」[19]